# Spurkegel und Polkegel
Der Spurkegel und der Polkegel sind in der Kreiseltheorie Flächen, die von der Drehachse eines Kreisels mit Stützpunkt im Raum bzw. im Kreisel umfahren werden. Beim symmetrischen Euler-Kreisel oder allgemeiner bei der regulären Präzession sind die Kegel wie geometrische Kreiskegel geformt, was im Allgemeinen jedoch nicht der Fall ist. Die Spur- und Polkegel können beliebig gestaltet, offen oder unstetig sein, siehe auch die Animationen unten. Der Spurkegel wird auch Rastpolkegel oder Herpolhodiekegel und der Polkegel auch Gangpolkegel oder Polhodiekegel genannt (von altgriechisch πόλος pólos, „Achse“, ὁδός hodós, „Weg, Straße“, und ἕρπω hérpo, „kriechen“).

Pendelbewegung eines Gorjatschew-Tschaplygin-Kreisels
Schnitt durch den Spurkegel (blau) und Polkegel (rot) sowie 3-Achse (organge) und Drehachse (grün).

Die Berührungslinie von Spurkegel und Polkegel ist die momentane Drehachse, auf der alle Punkte des Kegels momentan stillstehen. Jede Bewegung des Kreisels mit Fixpunkt kann daher als Abrollen des körperfesten Polkegels auf dem raumfesten Spurkegel gedeutet werden.
Statt des Spur- und Polkegels kann auch die in ihnen enthaltene Bahnlinie des Endpunkts der Winkelgeschwindigkeit betrachtet werden. Die so entstehenden Spur- bzw. Polkurven rollen ebenfalls gleitungslos aufeinander ab. Der Abstand des Stützpunkts zu dem gemeinsamen Punkt der beiden Kurven zeigt hier zusätzlich die Geschwindigkeit des Abrollvorgangs an.
Technisch ausgenutzt werden Spur- und Polkegel beim Kurvenkreisel und den Kollermühlen und Pendelmühlen.